# 石川力夫
石川 力夫（いしかわ りきお、1926年 - 1956年2月2日）は、日本のヤクザ。昭和20年代に新宿駅東口に一大勢力を築いた新宿「和田組」（組長・和田薫）の幹部。ヤクザの憲法である「仁義」「組織」「盃継承」など、ヤクザ社会の掟に背いた反逆者として斯界の伝説になり、後に「仁義の墓場」というタイトルで半生が映画化された。

## 来歴
大正15年、茨城県水戸市出身。10代で東京に出るとグレて身を落とした。和田組の組長和田薫から盃を貰い東京・新宿の闇市を根城に生活していたが、1946年の10月に親分・和田薫の家に殴り込み日本刀で斬りつけ、全治1ヶ月の重傷を負わせた。
襲撃した直後に可愛がって貰っていた新宿十二社の鳴島栄次郎のもとを訪れた。親分にケジメをつけたという石川に怒ったが、石川が和田を斬りつけたとは知らなかったので鳴島は石川を捕まえなかった。和田とは幼い頃よりの友人である鳴島は以前に和田組の若い衆が石川を制裁しようとする場面で庇ったことがあり、石川をその場で捕まえて和田に引き渡さなかったことが痛恨事となった（このエピソードは村上和彦の『仁義絶叫』で引用された）。
石川は傷害罪で逮捕され、懲役1年6ヶ月の実刑判決を受けて府中刑務所に服役。また、ヤクザ社会からは、「関東処払い１０年」（関東には10年間近づいてはならない）という制裁を受けた。
この後は流転の人生を送り密かに東京に戻ったが、庇ってくれた兄弟分の今井幸三郎をも殺した。1956年、服役中の府中刑務所屋上から飛び降り自殺した。辞世の句は「大笑い三十年の馬鹿騒ぎ」。
関東を代表する大親分になっていた和田（足を切られ生涯不自由だったという）は石川については一切口にしなかったが、死の報を聞くと車の中で「親不孝な奴だ」とだけ呟いたという。作家の藤田五郎は石川の評伝の中で「彼（和田）は死ぬまで不肖の子分を憎めなかったという。あまりのそのバカさかげんに、かえって可愛さを感じていたのだろうか」と書いている。

## 石川力夫関連の書籍
- 藤田五郎『仁義の墓場』徳間書店＜徳間文庫＞、2002年、ISBN 4-19-891725-6
- 藤田五郎、天龍寺弦、平野仁『実録　極悪ヤクザ伝　仁義の墓場　石川力夫』竹書房、2008年、ISBN 978-4-8124-6660-5

## 石川力夫関連の映画
- 『仁義の墓場』（1975年、東映）、主人公・石川力夫役は渡哲也
- 『新・仁義の墓場』（2002年、大映）、主人公・石松陸夫のモデルは、石川力夫。石松陸夫役は岸谷五朗